# Djiguiya
I Djiguiya sono un gruppo musicale basato sulla musica tradizionale del Burkina Faso. Il gruppo è composto da undici membri, tra cui cantanti, ballerini, percussionisti e suonatori di balafon. Djiguiya è anche il nome di un'associazione volta ad aiutare i bambini e i poveri; il loro progetto include anche rifugi per i senzatetto e formazione lavorativa. La maggior parte dei membri proviene dalla città di Bobo-Dioulasso, in particolare dalle zone Dioulassoba e Farakan. Sono per lo più Bobo, o Samo, Dafi o Mossi. Il primo album dei Djiguiya, Sakidi, uscì nel 2003, sebbene dapprima si fossero già esibiti nel 1996, anche alla Settimana della Cultura di Bobo Dioulasso e al festival musicali Nuits Atypiques de Koudougou.

## Formazione
- Adama Sanou -  tama, voce
- Aly Traoré - tama, voce
- Lamine Sanou - djembe, voce
- Mohamed Kafando - balafon, voce solista
- Amadou Sanou - dundun, voce solista
- Souleymane Sanou - maracas, voce
- Mamadou Sanou - conga, voce
- Ibrahim Sanou - djembé, voce
- Abou Kanazoé - balafon, voce
- Kassim Drabo - balafon, voce
- Omar Sanou - djembé, flauto, maracas

| Controllo di autorità | VIAF (EN) 137556229 · LCCN (EN) no2004027534 |